# 러시아 소비에트 연방 사회주의 공화국
러시아 소비에트 연방 사회주의 공화국(러시아어: Росси́йская Сове́тская Федерати́вная Социалисти́ческая Респу́блика 로시스카야 소베츠카야 페데라티브나야 소치알리스티체스카야 레스푸블리카[*])은 소련의 공화국이다.
소련의 15개 공화국 중에서 면적이 가장 넓고, 인구도 절반 이상을 차지해 소련의 중심을 이루었다. 러시아 공화국은 연방 공화국으로 여러 자치 공화국들이 있는 기묘한 형태로 이루어졌다. 소련의 다른 공화국과 달리 자체적인 공산당이 없고, 소련 공산당이 직속으로 통치하였다. 소련의 붕괴 후 러시아가 되었다.

## 정부 수반
- 블라디미르 레닌 (1917년 10월 27일 ~ 1924년 1월 21일)
- 알렉세이 리코프 (1924년 2월 2일 ~ 1929년 5월 18일)
- 세르게이 시르초프 (1929년 5월 18일 ~ 1930년 11월 3일)
- 다닐 술리모프 (1930년 11월 3일 ~ 1937년 7월 22일)
- 니콜라이 불가닌 (1937년 7월 22일 ~ 1938년 9월 17일)
- 바실리 바후셰프 (1939년 7월 29일 ~ 1940년 6월 2일)
- 이반 코흘로프 (1940년 6월 2일 ~ 1943년 6월 23일)
- 알렉세이 코시긴 (1943년 6월 23일 ~ 1949년 3월 9일)
- 보리스 체르노우소프 (1949년 3월 9일 ~ 1952년 10월 20일)
- 알렉산드르 푸자노프 (1952년 10월 20일 ~ 1956년 1월 24일)
- 미하일 야스노프 (1956년 1월 24일 ~ 1957년 12월 19일)
- 프롤 코츨로프 (1957년 12월 19일 ~ 1958년 3월 31일)
- 드미트리 폴랸스키 (1958년 3월 31일 ~ 1962년 11월 23일)
- 겐나디 보로노프 (1962년 11월 23일 ~ 1971년 7월 23일)
- 미하일 솔로멘체프 (1971년 7월 28일 ~ 1983년 6월 24일)
- 비탈리 보로트니코프 (1983년 6월 24일 ~ 1988년 10월 3일)
- 알렉산드르 블라소프 (1988년 10월 3일 ~ 1990년 6월 15일)
- 이반 실라예프 (1990년 6월 18일 ~ 1991년 9월 26일)
- 보리스 옐친 (1991년 11월 6일 ~ 1992년 6월 15일)

## 당 서기장
러시아는 소련에 직속된 형태의 공화국이었기 때문에, 러시아의 독자적인 당 서기장직은 1990년에야 성립되었다.
- 1990년 6월 19일~1991년 7월 6일 : 이반 폴로스코프
- 1991년 7월 6일~1991년 8월 23일 : 발렌틴 쿱초프

## 역사
이 공화국은 소련의 가장 큰 공화국이며, 맹주 국가이기도 하였다.
러시아 소비에트 연방 사회주의 공화국은 1917년 11월 7일의 10월 혁명 직후에 결성되었다. 또한 1918년 7월 10일에 소비에트 헌법이 만들어졌다. 이후 1918년 수도를 페트로그라드에서 모스크바로 옮겼다. 1922년 12월 30일의 소비에트 대회에서 우크라이나 소비에트 사회주의 공화국, 벨로루시 소비에트 사회주의 공화국, 자카프카스 소비에트 연방 사회주의 공화국과 함께 소비에트 연방을 결성하였다.
1945년 소련군이 점령하고 있던 동프로이센 지역을 분할해 일부는 폴란드 인민 공화국이 일부는 소련의 정치인인 미하일 칼리닌의 이름을 따 칼리닌그라드로 지역명을 바꿔 러시아 소비에트 연방 사회주의 공화국에 편입시켰다.
1954년에는 니키타 흐루쇼프의 지시에 따라 러시아에 속해 있던 크림반도가 우크라이나 공화국에 편입되었다. 1956년에는 카렐리야-핀란드 소비에트 사회주의 공화국을 흡수했다. 카렐리야-핀란드 소비에트 사회주의 공화국은 러시아 소비에트 사회주의 공화국에 흡수되어 카렐리아 자치 소비에트 사회주의 공화국이 되었다.

## 주민
1970년의 조사에서 러시아인은 1억 770만 명(82.8%), 타타르족 475만 8000명(3.7%), 우크라이나인 334만 6,000 명(2.9%), 추바시인 163만 7,000 명(1.3%), 바시키르인 118만 1,000 명(0.9%), 모르도바인 117만 7,000 명(0.9%) 들이 주요 민족이었다. 그 외의 민족은 벨라루스인, 유대인, 독일인, 우드무르트인, 마리인, 체첸인 등 100개 민족이 거주하고 있었다.

## 같이 보기
- 소련 공산당
- 소비에트 연방
- 러시아 연방
- 러시아 제국